# ボーイ・カルチャー
『ボーイ･カルチャー』（英: Boy Culture）は、2006年に製作されたアメリカ合衆国の映画。
日本では、2007年7月15日に第16回東京国際レズビアン&ゲイ映画祭にて初上映された。また、7月21日に第3回関西 Queer Film Festivalにて上映された。

## キャスト
- X：デレク・マジャール
- グレゴリー：パトリック・ボーショー
- ブロンディ：ジョージ・ジョンソン
- アンドリュー：ダリル・ステファンズ